# 2009 (Glee)
2009 je dvanáctá epizoda šesté série amerického hudebního televizního seriálu Glee a v celkovém pořadí stá dvacátá epizoda. Jedná se o předposlední epizodu seriálu, která obsahuje flashbacky z roku 2009, kdy se pět původních členů rozhodlo přidat do sboru. Epizodu napsali hlavní tvůrci seriálu, Ryan Murphy, Brad Falchuk a Ian Brennan, režíroval ji Paris Barclay a poprvé se vysílala ve Spojených státech dne 20. března 2015 na televizním kanálu Fox.

## Obsah epizody
Píše se rok 2009 a Will Schuester (Matthew Morrison) oznamuje své ženě Terri (Jessalyn Gilsig), že povede školní sbor, Terri z toho ovšem nadšená není. Kurt Hummel (Chris Colfer) je v depresi, když začíná jeho druhý rok na střední škole. Školní výchovná poradkyně Emma Pillsbury (Jayma Mays) si všimne, že si Kurt prohlíží letáček o sebevraždě a sjedná si s Kurtovým otce Burtem (Mike O'Malley) schůzku. Později Burt řekne Kurtovi, že do konce týdne se musí přidat do nějakého kroužku a také si najít přátele. Kurt si během oběda sedne k Rachel Berry (Lea Michele) a sdělí ji, že se potřebuje přidat do nějakého kroužku. Rachel zjistí, že Kurt umí zpívat a navrhuje mu přidat se do nově vzniklého sboru. Oba se sejdou po škole a zpívají, ale když Kurt navrhne, že by na konkurzu měli zpívat společně, Rachel ho odmítne. Kurt poté požádá Mercedes Jones (Amber Riley) o radu, protože je známá pěvecká hvězda kostelního sboru a také ji nabádá k přidání se ke sboru. Kurt se účastní konkurzu a řekne svému otci, že se přidal do sboru. Burt je ohledně toho nejistý, ale je za svého syna šťastný. Kurt se rozhoduje, zda říct svému otci, že je gay, nakonec to neudělá. Rachel se snaží spřátelit s Mercedes a rozhodne se jít na mši, kde Mercedes zpívá. Rachel začne mít obavy a řekne Mercedes, že má velkou budoucnost jako soulová zpěvačka, ale Mercedes ji sdělí, že může zpívat jakýkoliv typ hudby a bude o to s Rachel soutěžit.
Tina Cohen-Chang (Jenna Ushkowitz) se chová rebelsky, tím, že používá falešné koktání, aby od sebe odradila ostatní a také se obléká ve stylu goth. Kamarádí se s Artiem Abramsem (Kevin McHale), který ji má rád proto, že jako jediná s ním jedná jako s normální osobou i přesto, že Artie je na vozíčku. V kavárně kamarádi Tiny házejí jídlo po Rachel a Kurtovi, protože se přidali ke sboru a chtějí tím zastrašit i Tinu a Artieho. Nakonec však Artie a Tina jdou na konkurz společně a oba jsou překvapeni pěveckými schopnostmi toho druhého. První setkání New Directions je napjaté, protože Will svěřuje sólo Artiemu, ale chtěly ho i Rachel a Mercedes a strhne se hádka. Ten večer Terri objeví Willa pracujícího na výběru hudby pro sbor a začne se obávat, že Willův závazek ke sboru bude větší než vůči ní, Will ji ale uklidňuje, že ona je u něj na prvním místě. Rachel je potěšena, když ji Will svěřuje další sólo, ale Mercedes je velmi rozrušená. Rozhoduje se, že odejde z kostelního sboru, ale její vedoucí (April Grace) ji prosí, aby zůstala a předpovídá, že díky Rachel se z Mercedes stane ještě lepší zpěvačka.
Ředitel Figgins (Iqbal Theba) a Sue Sylvester (Jane Lynch) chválí Suino vedení týmu roztleskávaček a jejích pět za sebou jdoucích titulů z národních kol soutěží. Sue se diví, že se sbor bude obnovovat, ale Figgins ji ujišťuje, že o něj se nemusí obávat a že roztleskávačky budou stále ve středu McKinleyovy střední školy. Sue hraje basketbal s Willem a sdělí mu, že je špatné podporovat sny takto mladých lidí, ale Will s ní nesouhlasí a řekne jí, že sbor může být dokonce ještě důležitější než roztleskávačky. Sue mu dává ultimátum, buď jejich přátelství, anebo sbor. Will si vybere sbor a dodá, že právě jako hlavního zpěváka přijal fotbalistu Finna Hudsona (Cory Monteith). Sue zuří.
Rachel se doslechne, že Terri je těhotná a Will by mohl opustit sbor a pracovat jako účetní, a tak se rozhodne jít za Terri a přesvědčit ji, že Will musí na McKinleyově střední zůstat. Ovšem Terri o tom není přesvědčena ani v nejmenším. Mercedes a Kurt mají problémy s Finnem a mluví o tom v kavárně, kde se čirou náhodou nachází i Blaine Anderson (Darren Criss). Pět původních členů se sejde a dohadují se, zda Finna do sboru vzít či nevzít, nakonec si však uvědomí, že Finn do sboru patří. Emma prosí Figginse, aby zvýšil Willovi plat a tím mohl zůstat na McKinleyově střední, ale Figgins jí místo toho ukáže staré video s Willem na soutěži sborů a Emma toto video později ukáže Willovi. Sue Willovi blahopřeje k odchodu od učení, ale Will během odchodu zaslechne sbor zpívajíc píseň „Don't Stop Believin'“ (viz epizoda Pilot) a rozhodne se, že ve škole zůstane a bude nadále vést sbor.

## Seznam písní
- „Popular“
- „Mister Cellophane“
- „I'm His Child“
- „I Kissed a Girl“
- „Pony“
- „Don't Stop Believin'“

## Hrají
| Chris Colfer     | Kurt Hummel       |
| Darren Criss     | Blaine Anderson   |
| Jane Lynch       | Sue Sylvester     |
| Kevin McHale     | Artie Abrams      |
| Lea Michele      | Rachel Berry      |
| Matthew Morrison | William Schuester |
| Amber Riley      | Mercedes Jones    |